# 大叶土木香
大叶土木香（学名：Inula grandis）是菊科旋覆花属的植物，为中国的特有植物。分布在阿富汗、伊朗以及中国大陆的新疆等地，目前已由人工引种栽培。